# Hanover (Míchigan)

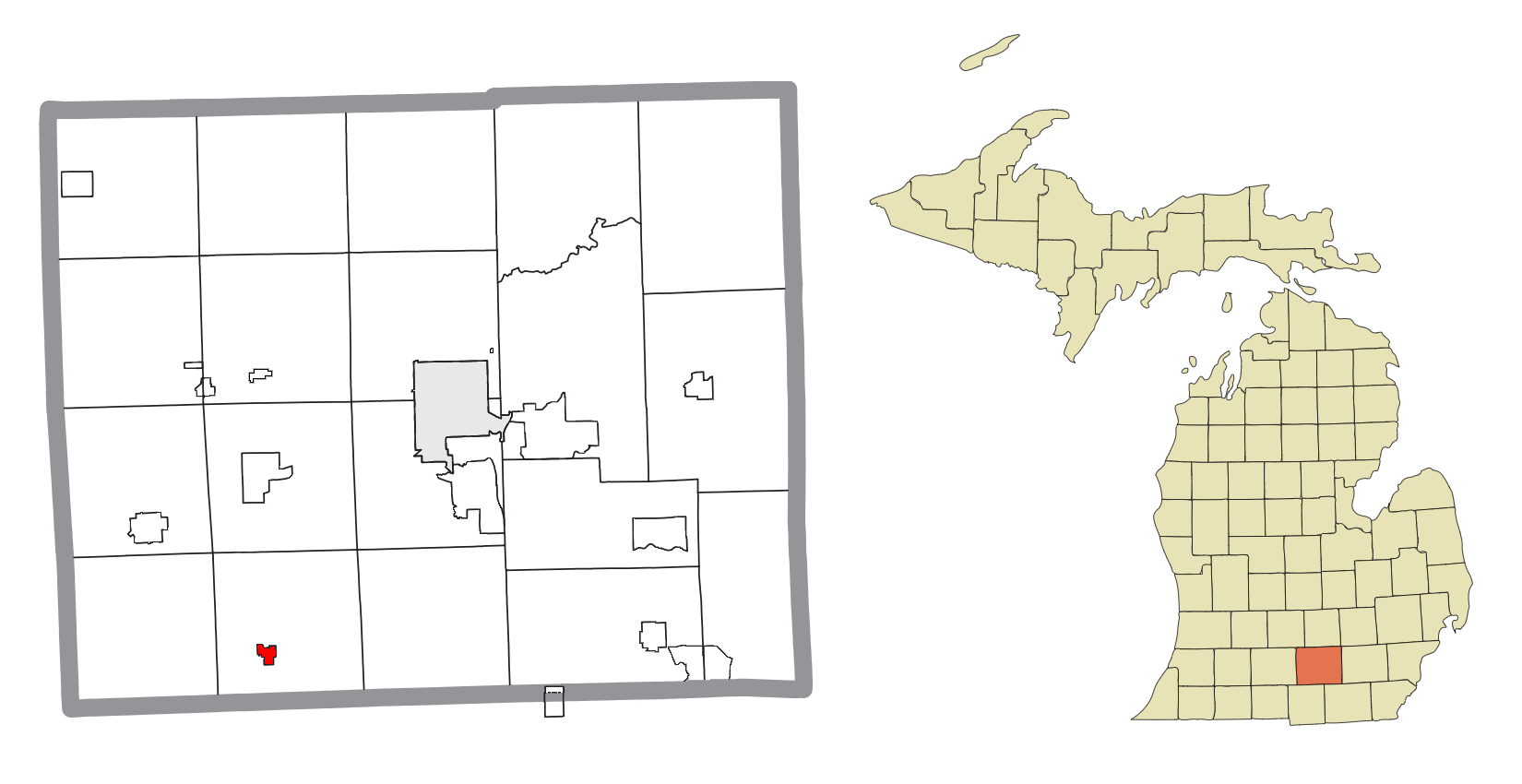
Localización de Hanover

Hanover es una villa ubicada en el condado de Jackson en el estado estadounidense de Míchigan. En el Censo de 2010 tenía una población de 441 habitantes y una densidad poblacional de 390,53 personas por km².

## Geografía
Hanover se encuentra ubicada en las coordenadas 42°6′2″N 84°33′16″O / 42.10056, -84.55444. Según la Oficina del Censo de los Estados Unidos, Hanover tiene una superficie total de 1.13 km², de la cual 1.09 km² corresponden a tierra firme y (3.9%) 0.04 km² es agua.

## Demografía
Según el censo de 2010, había 441 personas residiendo en Hanover. La densidad de población era de 390,53 hab./km². De los 441 habitantes, Hanover estaba compuesto por el 95.69% blancos, el 0.91% eran afroamericanos, el 0.45% eran amerindios, el 0% eran asiáticos, el 0% eran isleños del Pacífico, el 0.68% eran de otras razas y el 2.27% pertenecían a dos o más razas. Del total de la población el 4.31% eran hispanos o latinos de cualquier raza.